# Neaspilota wilsoni
Neaspilota wilsoni är en tvåvingeart som beskrevs av Blanc och Foote 1961. Neaspilota wilsoni ingår i släktet Neaspilota och familjen borrflugor. Inga underarter finns listade i Catalogue of Life.